# Talmeca biplaga
Talmeca biplaga är en fjärilsart som beskrevs av William Schaus 1906. Talmeca biplaga ingår i släktet Talmeca och familjen tandspinnare. Inga underarter finns listade i Catalogue of Life.